# Abbaye Saint-Pierre de Chézy
L'abbaye Saint-Pierre de Chézy est une ancienne abbaye bénédictine de moines située dans la commune de Chézy-sur-Marne, dans le département français de l'Aisne, en région Hauts-de-France.
Elle est fondée probablement au cours du VIIIe siècle, ou au plus tard dans la première moitié du IXe siècle, sur la rive gauche de la Marne, en un lieu nommé Breuil.

## Histoire
L'abbaye Saint-Pierre de Chézy est fondée probablement au cours du VIIIe siècle, ou au plus tard dans la première moitié du IXe siècle, sur la rive gauche de la Marne, près du village de Chézy. Elle est notamment citée sous le nom de la Celle-de-Chézy dans un diplôme de l'an 855.
En 887, l'abbaye est détruite par les Normands alors qu'ils remontaient le cours de la Marne, qui ne parviendra pas à se remettre dans les siècles qui suivent. Ainsi en 1140, malgré plusieurs dons, l'abbaye est en ruine et les moines quittent les bords de la Marne pour s'établir dans l'enceinte du bourg de Chézy.

Ruines de l'abbaye Saint-Pierre de Chézy à l'intérieur du bourg :
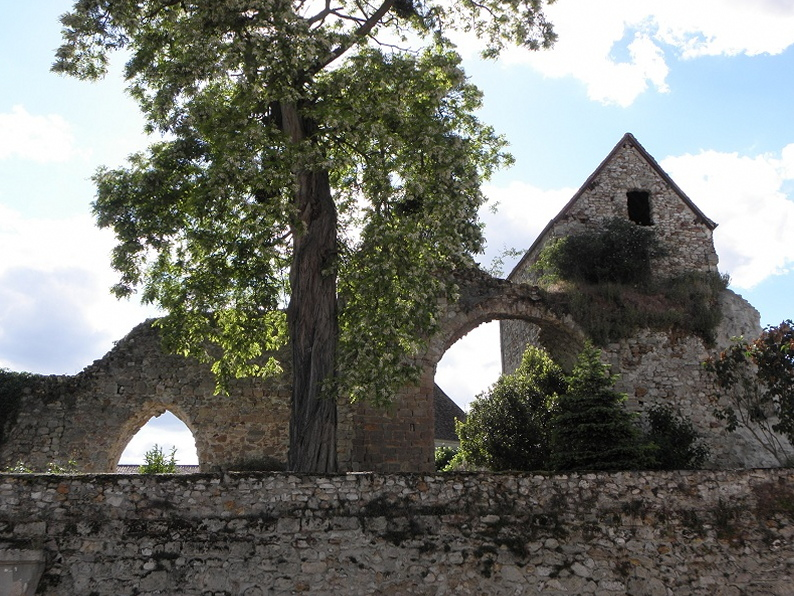
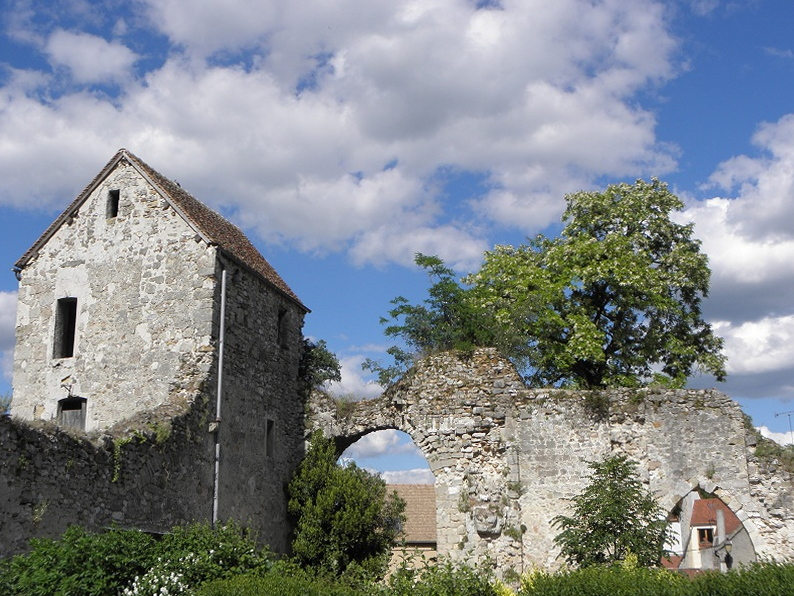

Mais en 1250, la communauté décide de rebâtir le vieux monastère sur les bords de la Marne afin de s'y installer de nouveau, ne laissant dans le bourg que quelques moines pour les offices religieux.
En 1414, l'abbaye est ravagée par les Anglais pendant la guerre de Cent Ans.
Après la Révolution française, l’abbaye est confisquée comme bien national à la suite du décret du 2 novembre 1789 qui met les biens de l’Église à la disposition de la Nation avant d'être démantelée pierre par pierre, ne laissant que quelques ruines éparses.

## Liste des abbés
Cette liste des abbés de Saint-Pierre de Chézy couvre la période qui va de sa fondation à la fin du VIIIe siècle jusqu'à sa dissolution en 1791 à l'issue de la Révolution française. Elle est partiellement incomplète et peut comporter plusieurs inexactitudes, y compris dans l'orthographe des noms, assez libre à l'époque. Elle a été dressée à partir de chartes, parfois non datées, dont certaines ont été sujettes à des interprétations.

### Abbés réguliers
- Simon Ier, qualifié de fondateur ;
- Jean Ier ;
- Aybert ;
- Gilo ;
- vers 1033 : Rodolphe, ou Raoul, qui reçoit l'église de Charleville du comte Thibaut II de Champagne ;
- Pierret ;
- vers 1140 : Simon II, qui déplace les moines à l'intérieur du bourg de Chézy ;
- vers 1171 : Hélie ;
- vers 1176 : Ebole ;
- vers 1195 : Geoffroy ;
- vers 1205 : Nicolas Ier ;
- vers 1214 : Odo Ier ;
- vers 1222 : Renaud ;
- 1231-1243 : Robert Ier, qui paie les dettes de l'abbaye puis la réinstalle sur les bords de la Marne ;
- 1243- ? : Drogo ;
- Robert II ;
- vers 1270 : Gaulthier ;
- Thibault Ier, reconnu par ses successeurs pour sa piété ;
- vers 1329 : Robert III, dont le comportement est dénoncé par les moines à l'évêque de Soissons ;
- Jean II ;
- Odo II ;
- Gaucher ;
- vers 1308 à 1329 : Robert IV ;
- vers 1347 : Guillaume Ier de Nourenoult ;
- Guillaume II ;
- vers 1356 : Philippe, qui dilapide le trésor de l'abbaye et est déposé par l'archevêque de Reims ;
- vers 1358 et 1392 : Jean de Lintelles ;
- vers 1392 et 1403 : Pierre de Meudon, promu abbé de Vézelay en 1405 ;
- vers 1409 et 1427 : Henry de Beaulieu, qui assiste au pillage de l'abbaye par les Anglais, conseiller de la reine Jeanne de Navarre ;
- Thibault II ;
- vers 1436 et 1444 : Nicolas II ;
- vers 1447 et 1454 :  Nicolas III ;
- Jean III ;
- Michel ;
- vers 1459 et 1463 : Nicolas Richard ;
- vers 1469 et 1478 : Maur du Mas ;

### Abbés commendataires
- 1481-1501 : Louis de l'Espinasse, premier abbé commendataire ;
- 1501-1503 : Jean de Langheac ;
- 1503-1519 : Antoine de Langheac, qui réalise des réparations sur l'abbaye ;
- 1519-1528 : Gabriel de Langheac, d'abord moine puis vicaire à Cluny ;
- 1528-1562 : François de Langheac, d'abord moine à Saint-Antoine de Vienne ;
- 1562-1570 : Nicolas du Mont ;
- 1570-1612 : Nicolas de Neufville, qui résigne en 1612 ;
- 1612-1615 : Guillaume Fouquet de la Varenne, évêque d'Angers ;
- 1615-1621 : Charles de Balsac, évêque de Noyon ;
- 1621-1648 : Louis de Bassompierre, évêque de Saintes ;
- 1648-1682 : François de Nesmond, qui instaure la réforme de congrégation de Saint-Maur ;
- après 1682 : Henri de Nesmond, cousin du précédent, qui résigne à sa charge ;
- avant 1714 : Fabio Brulart de Sillery, évêque de Soissons, mort en 1714 ;
- 1715-1731 : François Philippe Morel ;
- 1731-1755 : Jean-Omer Joly de Fleury, également abbé d'Abbaye Saint-Martin d'Auchy ;
- 1755-1783 : Nicolas Bonaventure Thierry ;
- 1783-1788 :Antoine de Malvin de Montazet, archevêque de Lyon ;
- 1788-1792 : Guillot de Montdésir : dernier abbé de Chézy.